# Eupithecia thuringiata
Eupithecia thuringiata är en fjärilsart som beskrevs av Schütze 1956. Eupithecia thuringiata ingår i släktet Eupithecia och familjen mätare. Inga underarter finns listade i Catalogue of Life.